# Ninja Gaiden III: The Ancient Ship of Doom
Ninja Gaiden III: The Ancient Ship of Doom, i Japan känt som Ninja Ryūkenden III: Yomi no Hakobune (忍者龍剣伝III 黄泉の方舟? lit. "Legend of the Ninja Dragon Sword III: The Ark from Hades") är ett sidscrollande plattformsactionspel utvecklat och utgivet av Tecmo. Spelet släpptes i Japan i juni 1991, till Famicom and och i Nordamerika i augusti 1991 till NES. Spelet porterades till Atari Lynx av Atari och släpptes i Nordamerika och Europa 1993, i båda världsdelarna under titeln Ninja Gaiden III. Spelet återutgavs även då Ninja Gaiden-trilogin 1995 släpptes på samlingskassett till SNES i Japan och Nordamerika. Den 18 februari 2008 släpptes spelet till Virtual Console (Wii). Spelet släpptes den 28 november 2013 även till Nintendo DS i Nordamerika, vilket även skedde i Europa den 23 februari 2014. Spelet designades av Masato Kato.

## Handling
Ryu står anklagad för att ha försökt mörda Irene Lew.

### Fotnoter
1. 1 2  ”Ninja Gaiden III: The Ancient Ship of Doom”. NES DB. 28 februari 1991. Arkiverad från originalet den 11 mars 2015. https://web.archive.org/web/20150311182643/http://www.nesdb.se/game_more.php?id=1076&rid=1. Läst 27 april 2014.